# Q-Games

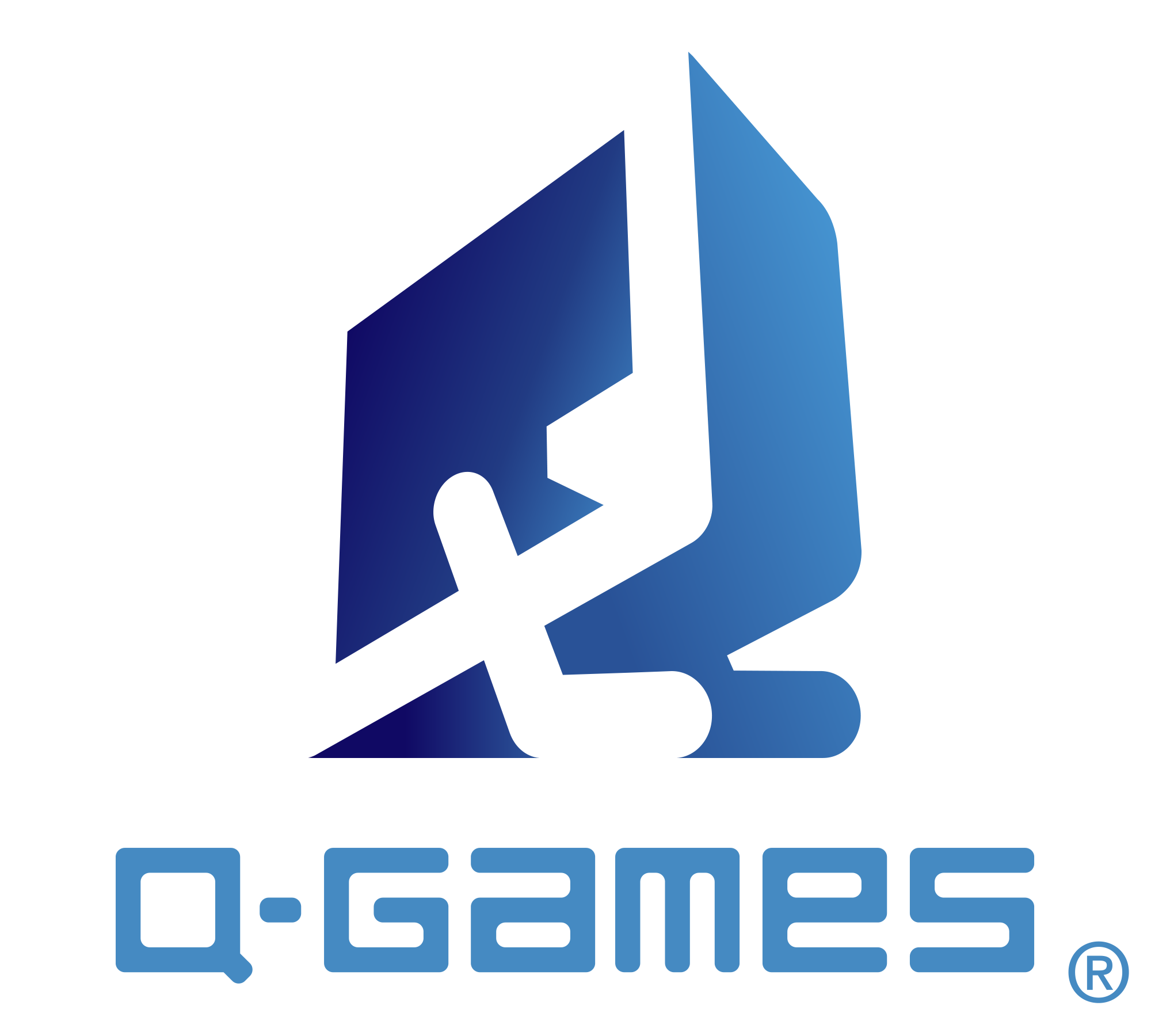
Logo da Q-Games.

A Q-Games é um pequeno estúdio de jogos localizado em Quioto, no Japão. Tem uma mistura de japoneses com pessoas de outras nacionalidades, a equipe trabalha em estreita colaboração com a Nintendo e Sony. 

## Fundação
Foi fundado por Dylan Cuthbert, que anteriormente trabalhou no Argonaut Software e ajudou a criar os Starglider e Starglider 2 para Argonaut Software e, em seguida, o primeiro Star Fox para Nintendo. Eles também desenvolvolveram Star Fox 2 na conclusão antes de trabalhar na Sony América para fazer Blasto sobre a PlayStation. Após isto Dylan voltou ao Japão para trabalhar na Sony do Japão, onde, no início de 1999, ele desenvolveu o the Duck in a Bath technical demo(A famosa demo dos Patos), que expôs o seu poder para PS2 ajudando programadores e editores precoces. Depois disso, ele desenvolveu Piposaru 2001 (Ape Escape 2001) e se juntaram desde então a Sony Q-Games Ltd., em Quioto, em Setembro de 2001. 

## História
Os primeiros anos foram gastos em acumular pessoal e desenvolvendo projectos tecnológicos as portas fechadas para um número de clientes, incluindo a Sony e a Microsoft. Na E3 2004, eles mostraram duas demos de tecnologias gráficas para o PlayStation Portable internamente e, em seguida, iniciou o desenvolvimento em dois jogos, um para o Game Boy Advance e um para a Nintendo DS. Estes títulos já foram anunciados como Digidrive (parte do bit Gerações de série de puzzles para o Game Boy Advance) e Star Fox Command. Ambos já foram lançados. 

## PixelJunk
PixelJunk é uma série de jogos baixados para o PlayStation 3. Eles estão disponíveis para download e compra na PlayStation Network Store em todo o mundo. Os jogos da série PixelJunk são apresentados em 1080p HD. PixelJunk fez sua estréia mundial no dia 11 de Julho de 2007, na E3 2007, realizada em Santa Monica, na Califórnia. 
O conceito por detrás da série PixelJunk é buscar ideias e experiências inovadoras, criativas, engraçadas para jogos e criar algo divertido a preços razoáveis para usuários do PlayStation . O Trabalho sobre os jogos desenvolvidos no âmbito do PixelJunk é realizada por pequenas equipes ao longo de alguns meses. 
O primeiro jogo da série PixelJunk foi PixelJunk Racers. O jogo estreou a nível mundial sobre a PlayStation Network Store em Agosto de 2007. 
PixelJunk Racers é um jogo puzzle de ação que pode ser jogado por até 7 jogadores no mesmo console. Os jogadores escolhem a partir de 10 pistas e mais de uma dúzia de diferentes modos de jogar, tudo realizado em 1080p. Os jogadores controlam a ação de overhead como a corrida se desenvolve. A faixa pode ficar lotada, algumas característica de raças pode ter até 80 carros na pista, em qualquer tempo. Os controles são simples: mudar faixas à esquerda ou à direita e acelerar. O comando do acelerador é analógico, o que torna  controlar o seu carro e a velocidade um desafio no início, mas depois isto torna-se uma parte indispensável da jogabilidade. 
O segundo jogo da série, um jogo estilo Tower Defense chamado PixelJunk Monsters, teve um lançamento mundial na PlayStation Network Store em 24 de janeiro de 2008. 
O terceiro lançamento da série PixelJunk, uma jogo plataforma atmosférica  intitulado PixelJunk Eden, foi lançado 31 de julho de 2008 exclusivamente na Rede PlayStation Store. 

## Outros Projetos
Assim como desenvolvimento de jogos, Q-Games ainda desenvolve tecnologia diretamente com para a Sony PlayStation 3 Japão. O PS3's XMB (Xross Media Bar) a interface, a música e o fundo de visualização foram desenvolvidas pela Q-Games, e são creditados com Tecnologia de gráficos 3D para PS3.